# Schloss Eberhardt
Das Schloss Eberhardt (auch Schloss Malinovo oder Schloss Eberhard, slowakisch Kaštieľ v Malinove oder Eberhard, zuweilen auch Apponyiho kaštieľ, deutsch Apponyi-Schloss genannt) ist ein Schloss und ehemalige Wasserburg im westslowakischen Ort Malinovo (bis 1946 „Eberhard“; deutsch Eberhardt). Es befindet sich fast im Ortszentrum inmitten eines englischen Parks.

## Beschreibung und Geschichte

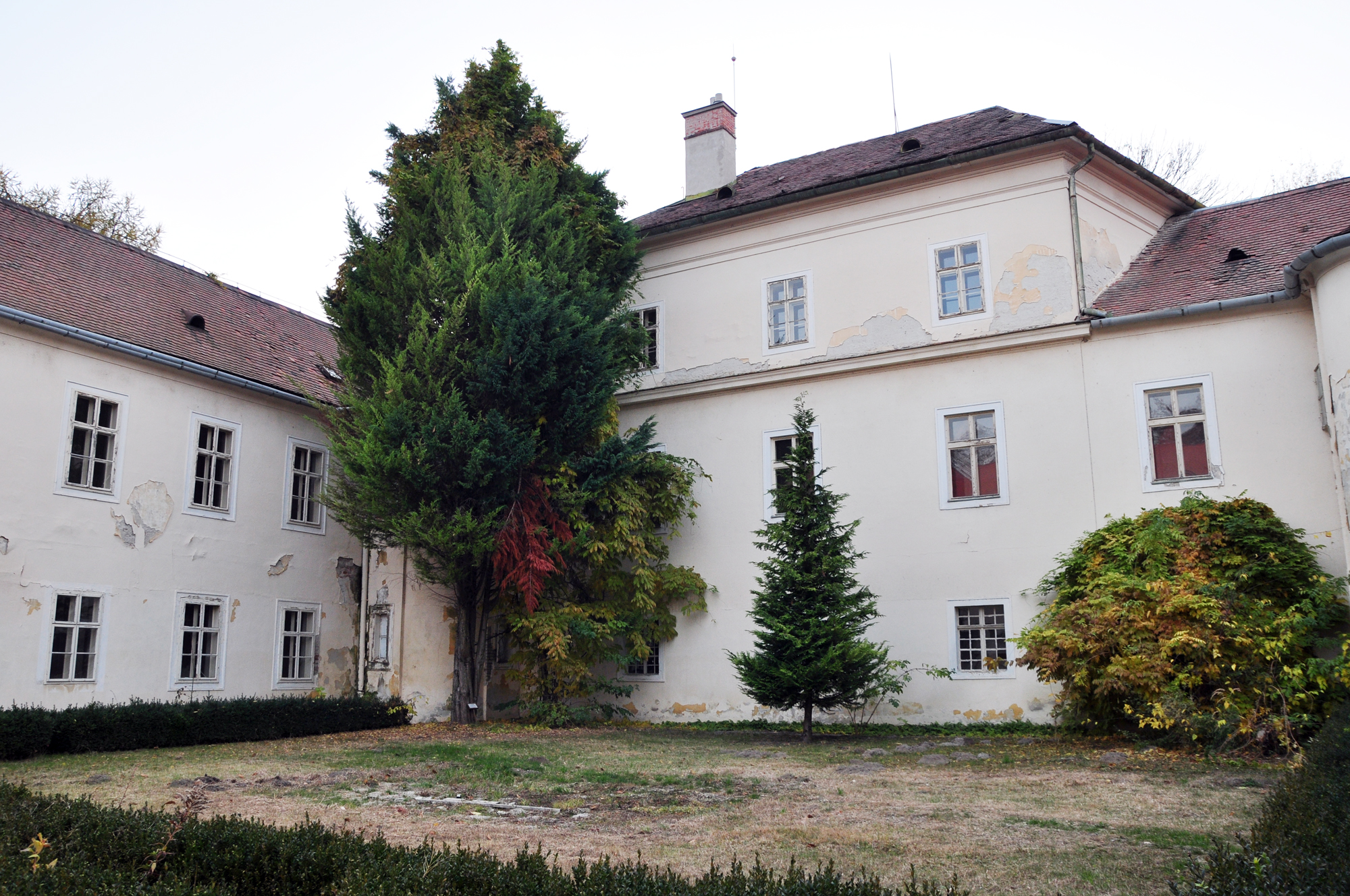
Der Innenhof im Jahr 2011

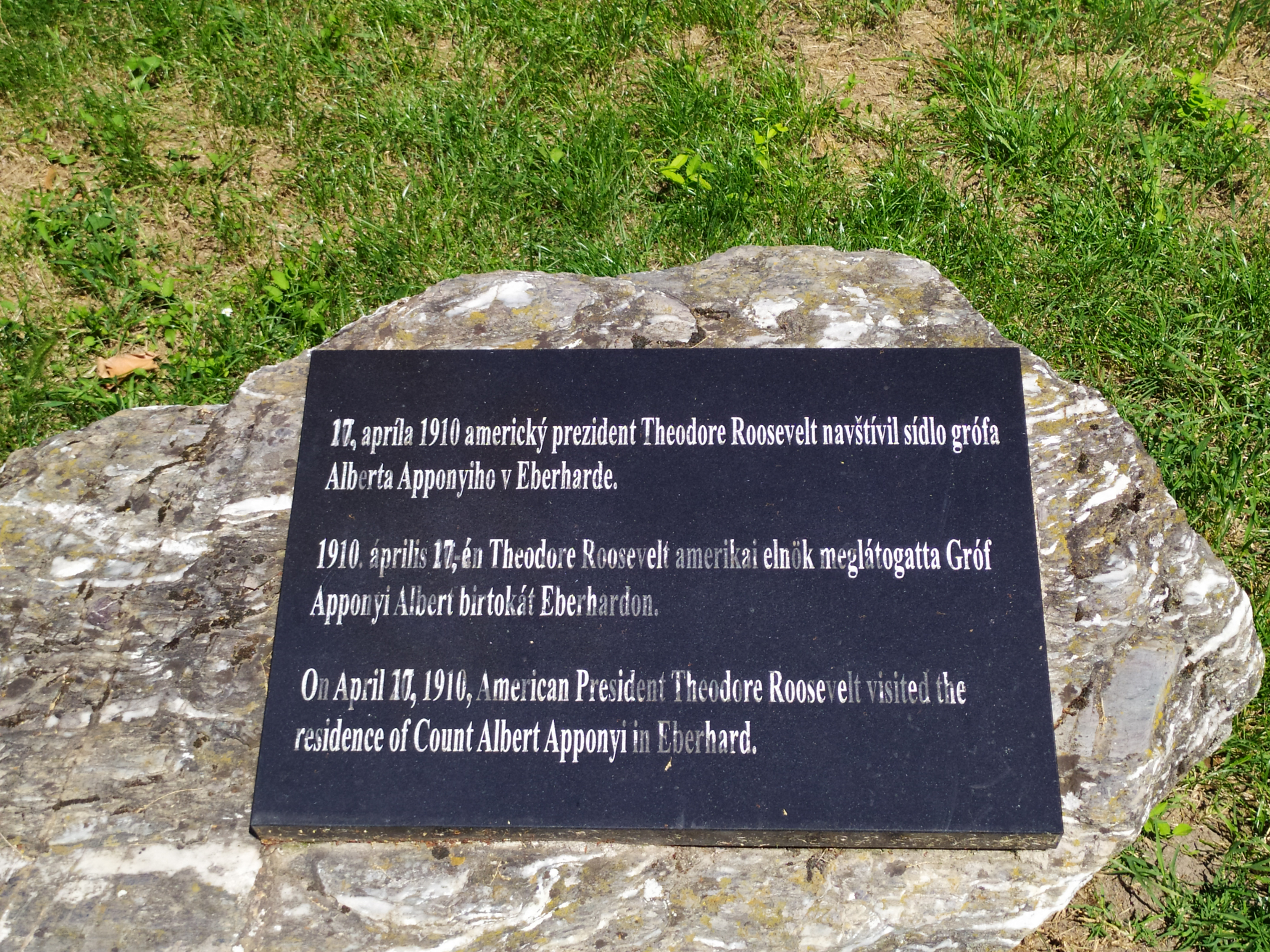
Gedenktafel an den Besuch von Theodore Roosevelt (slowakisch, ungarisch, englisch)

Der Vorgänger des Schlosses war eine Wasserburg, die im 14. Jahrhundert, wahrscheinlich im Zeitraum zwischen 1344 und 1385, errichtet wurde. Die Aufgabe der dreitürmigen Festung war, eine Furt über die Kleine Donau Richtung Große Schüttinsel zu sichern. Im Spätmittelalter war die Wasserburg und das Herrschaftsgebiet Besitz der Grafen von St. Georgen und Bösing. Nach mehreren Besitzerwechseln in den 16. und 17. Jahrhunderten wurde das Adelsgeschlecht Illésházy Gutsherr, später erwarb der Erzbischof von Gran und Primas von Ungarn Georg Szelepcsényi das Anwesen und ließ es 1677–1680 in ein vierflügeliges Herrenhaus im Stil der Spätrenaissance umbauen, dabei entstand auch die Kapelle im östlichen Flügel.
Im 19. Jahrhundert gehörte das Schloss dem ungarischen Geschlecht Apponyi, einem der einflussreichsten Geschlechtern Ungarns der damaligen Zeit. Während der Herrschaft von Apponyis erhielt das Schloss ihr heutiges, klassizistisches Aussehen, mit einem großen englischen Park. Der ungarische Politiker Albert Apponyi weilte oft hier mit seiner Familie und unter anderem empfing am 17. April 1910 im Schloss den US-amerikanischen Ex-Präsidenten Theodore Roosevelt während seiner Europareise. Eine Gedenktafel erinnert an dieses Ereignis.
Nach der Gründung der Tschechoslowakei wurde das Herrschaftsgut bis 1923 parzelliert und im Schloss eine staatliche Gärtnerschule untergebracht. Mit mehreren Namensänderungen nutzte die Schule das Schloss bis 2010, als sie in ein eigenes Gebäude nahe des Schlosses umgezogen ist. Seither steht das Schloss leer und ist in relativ schlechtem Bauzustand, wurde aber 2014 zum Drehort für die slowakische Fernsehserie Tajné životy des öffentlich-rechtlichen Rundfunks RTVS.